# Evropská silnice E82
Mezinárodní silnice E82 je evropská silnice, která vede z portugalského přístavu Porto východním směrem a končí ve španělském Tordesillas. Je vedena převážně po dálnicích.

## Trasa
Portugalsko
- Porto (E01) – Vila Real (E801) – Bragança – Quintanilha

 Španělsko
- Trabazos – Zamora
- – Toro – Tordesillas (E80)